# Gilgaon
Gilgaon fou un estat tributari protegit del tipus zamindari al districte de Chanda a les Províncies Centrals. La superfície era de 155 km² i estava format per 14 pobles. La població el 1881 era de 1.211 habitants. La major part del principat estava cobert de muntanyes, bosc i jungla, amb bona fusta. La capital era Gilgaon amb 503 habitants.